# Клейтон, Джек
Джек Клейтон (англ. Jack Clayton; 1 марта 1921, Брайтон, Англия , Великобритания — 26 февраля 1995, Беркшир, Англия , Великобритания) — британский кинорежиссёр и продюсер.

## Биография
Джек Клейтон родился в 1921 году в городе Брайтон, расположенном недалеко от Лондона. В восемь лет впервые сыграл детскую роль в фильме «Тёмно-красные розы». С 14-летнего возраста начал работать на студии Александра Корды Denham Film Studios, где постепенно вырос от рассыльного до помощника режиссёра. В годы войны был призван в Королевские ВВС Великобритании, где в 1944 году снял свой первый самостоятельный документальный фильм, посвящённый освобождению и восстановлению Неаполя, сильно пострадавшего в ходе боёв за его освобождение от отступающих нацистов. После войны некоторое время работал под руководством братьев Вульф на студии Romulus Films, где поставил короткометражный фильм «Шинель на заказ» (англ. The Bespoke Overcoat) по повести Гоголя. Работа была удостоена двух высоких наград в категории короткометражного кино: премии «Оскар» за лучший игровой короткометражный фильм и награды Венецианского кинофестиваля за лучший короткометражный фильм.
Его первым полнометражным фильмом стал «Путь наверх», который практически открыл эру Британской новой волны в кинематографе. Картина была удостоена более 10 ведущих профессиональных наград, включая 2 премии Оскар, 3 премии BAFTA и так далее. Спустя два года режиссёр выпускает стилистически иную киноленту — психоделическую драму с элементами саспенса «Невинные» по пьесе Генри Джеймса «Поворот винта». Картина была отмечена призами нескольких фестивалей, а также широко обсуждалась критиками (как с позитивных, так и с негативных позиций). Следующими работами кинематографиста стали «Пожиратель тыкв» (1964 год) и «Дом нашей матери» (1967 год), которые Британская академия кино рассматривает как развитие образов режиссёра, созданных им в «Невинных»: главная героиня — чувственная эмоциональная женщина, дети, пытающиеся познать взрослый мир с точки зрения ограниченного ещё детского кругозора.
Следующую картину Джек Клейтон снял только через 7 лет в США на студии Paramount Pictures. Ей стала экранизация одноимённого романа Ф. С. Фицджеральда «Великий Гэтсби». В целом критика встретила фильм негативно, однако некоторые авторы, например драматург Теннесси Уильямс, оценивали постановку едва ли не выше самого романа.
В 1978 году у Джека Клейтона случился инсульт. Три года он практически не говорил. К творчеству сумел вернуться только в 1982 году, когда по приглашению Walt Disney Productions приступил к съёмкам фильма «Что-то страшное грядёт». Компания настойчиво вмешивалась в ход творческого процесса, пытаясь повысить коммерческую привлекательность ленты в ущерб авторским взглядам режиссёра, что стало для Клейтона серьёзным творческим разочарованием. Последней его работой в кино стал фильм «Одинокая страсть Джудит Херн».
Был женат трижды, последний брак — с актрисой Хайя Харарит, продлился вплоть до его смерти в 1995 году.

## Фильмография
| Год  |   | Русское название             | Оригинальное название               | Роль               |
| ---- | - | ---------------------------- | ----------------------------------- | ------------------ |
| 1956 | ф | Шинель на заказ              | The Bespoke Overcoat                | режиссёр, продюсер |
| 1959 | ф | Путь наверх                  | Room at the Top                     | режиссёр           |
| 1961 | ф | Невинные                     | The Innocents                       | режиссёр, продюсер |
| 1964 | ф | Пожиратель тыкв              | The Pumpkin Eater                   | режиссёр           |
| 1967 | ф | Дом нашей матери             | Our Mother's House                  | режиссёр, продюсер |
| 1974 | ф | Великий Гэтсби               | The Great Gatsby                    | режиссёр           |
| 1983 | ф | Что-то страшное грядёт       | Something Wicked This Way Comes     | режиссёр           |
| 1987 | ф | Одинокая страсть Джудит Херн | The Lonely Passion of Judith Hearne | режиссёр           |